# Chelemys macronyx
Chelemys macronyx är en däggdjursart som först beskrevs av Thomas 1894.  Chelemys macronyx ingår i släktet Chelemys och familjen hamsterartade gnagare. IUCN kategoriserar arten globalt som livskraftig. Inga underarter finns listade i Catalogue of Life.
Denna gnagare förekommer i Chile ungefär från Santiago till södra Argentina. Den lever i Anderna och i låglandet. Habitatet utgörs av skogar med många träd av släktet Nothofagus samt av stäpper.